# Aldo Arroni
Aldo Arroni, né le 20 décembre 1945 à Milan, est un homme politique italien membre de Forza Italia et ancien parlementaire européen.